# Ten Square Games
Ten Square Games (TSG, TEN) er en polsk computerspilsudvikler, der fokuserer på mobilspil.